# Gérard Lecha
Gérard Lecha est le nom de plume d'un écrivain et universitaire libertaire français né en 1946.

## Biographie
Docteur en psychologie sociale et en sociologie de la connaissance, il enseigne à l'Institut du Travail et comme contractuel à l'Université François Rabelais de Tours. Il est également directeur de travaux dans le cadre de la Commission scientifique et pédagogique de l'Institut d'études mondialiste à Paris. Il a pris sa retraite en 2009.
C'est à Tours en 1963 que le plasticien Yves Boulay lui fait rencontrer Michel-Georges Micberth et qu'il adhère à la Jeune Force poétique française.
Ayant réussi à fondre les trois intérêts qu'il porte à la littérature, la psychologie et la sociologie, il est devenu spécialiste de Han Ryner à qui il a consacré une thèse de lettres modernes, Han Ryner ou la pensée sociale d'un individualiste du début du siècle.
Il collabore régulièrement à la presse libertaire : Le Réfractaire de May Picqueray, Le Monde libertaire, Le Libertaire.

## Œuvres
Poésie
- Les Mandolines aux murènes, Presses JFPF, 1965.
- Paraboles pour un lendemain, Presses JFPF, 1966.
- Autobusiaque 00, Création Éditions libres, 1983.
- L'Itinéraire du Petit Enfant.

Théâtre
- Sisyphe party ou la Preuve par neuf, Saynète pour grands enfants, 1963.
- Toute la folie du monde ou ainsi ploum pidabim soit-il, recto verso, Sotie aotobusiaque, 1973.

Essais
- Micberth et la pseudomicrocaulie, La Mémoire Lige, 1973.
- Réflexions au masculin sur la très édifiante histoire de Marie-Andrée Marion, femme violée, Vrac, 1981.
- Cinq milliards d'otages, Les Lettres Libres et Vrac, 1981.
- Le Petit Montmartre tourangeau, L'Harmattan, 1988.
- Micberth et le théâtre en question, Res Universis, 1990.
- Autopsie d'un procès..., Est, Samuel Tastet éditeur, 1990.
- Le collectif contre la venue du Pape à Tours : une démarche citoyenne, préface de Georges Jean, Acratie, 1998.
- Les Jeunes et la politique : approches psychosociologiques de la conscience politique des jeunes, illustrations de Paul Nicolleau, Éditions libertaires, 2004.
- Avec Jean-Luc Richelle, Eugène Bizeau, vigneron, poète, libertaire, La Cause du poulailler, 2015.
- S.O.S. pour la Paix, Z4Editions, 2019.

Chroniques pamphlétaires
- Articles parus de 1972 à 1991 dans le journal pamphlétaire Actual-Hebdo, Le Monde libertaire, Le Réfractaire, Le Libertaire, L'Union pacifiste, etc.